# أنيا ويلهلم
أنيا ويلهلم (بالألمانية: Anja Wilhelm)‏ هي لاعبة جمباز ألمانية، ولدت في 26 سبتمبر 1968 في فولفسبورغ في ألمانيا.

## وصلات خارجية
- أنيا ويلهلم على موقع أوليمبيديا (الإنجليزية)